# Filippo Finazzi
Filippo Finazzi (* 7. Juli 1705 in Gorlago; † 22. April 1776 in Bargfeld-Rögen) war ein italienischer Opernsänger (Kastrat, Sopran), Komponist und Kapellmeister.

## Leben
Filippo Finazzi war der Sohn des Juristen Antonio Sergio Finazzi und dessen Ehefrau Luzia. Er wurde katholisch getauft und erzogen, trat aber im Alter von 50 Jahren zum Protestantismus über. Er war verheiratet mit Anna Gerdrut Geerkens (1729–1781).

## Musikalische Laufbahn
Finazzi besuchte bis 1715 die Grundschule und bis 1721 das Gymnasium in Brescia. Als männlicher Sopran (Diskantkastrat) reiste er ins Herzogtum Mailand, um dort die Musik zu studieren. 1723 ging er nach Rom, 1724 nach Neapel, von da 1726 wieder nach Rom und 1728 nach Venedig, den drei Städten mit den damals wichtigsten Musikschulen. Während der Karnevals und im Herbst 1726 bis 1732 sang er in den Theatern Sant’Angelo und Teatro San Cassiano zu Venedig in unterschiedlichen Rollen in Opern beispielsweise von Antonio Vivaldi und Francesco Brusa (1700–1768).
Nachdem der Theaterunternehmer Santo Burigotti die Leitung des Breslauer Ballhauses übernommen hatte, holte er zum Herbst 1728 den damals schon wegen seiner hohen Stimmlage Aufsehen erregenden Finazzi nach Breslau, wo Finazzi bis August 1730 in diversen Rollen auftrat. Finazzi verließ wegen der katastrophalen finanziellen Verhältnisse der Breslauer Oper 1731 wieder, kehrte in sein Vaterland zurück und ging noch im selben Jahr nach Bologna, wo er sich in der Akademie aufhielt. In Bologna erreichte ihn der Ruf, als Kapellmeister an den Hof des Herzogs von Modena zu kommen. Zwischendurch sang er 1732 zur Karnevalszeit wieder im Teatro Sant’Angelo zu Venedig. 1737 sprang er im Teatro Malvezzi in Bologna drei Abende in Leonardo Leos Oper Siface für den berühmten Kastraten Felice Salimbeni (1712–1755) ein und erhielt eine Gage von 105 Lire. Finazzi blieb mit Unterbrechungen zwischen 1733 und 1739 bis 1741 in Modena. Auch hier trat er im Karneval im Teatro Molza in den Opern Artaserse (von Johann Adolph Hasse und Paolo Scalabrini; Auftritt: 1739) und Il Bajazette als „Virtuoso al servizio di Son Altesse Serenissimus“ auf.

### Kriegsdienst
1733, zu Beginn des polnischen Erbfolgekriegs, bat er den Herzog von Modena um seine Entlassung, um in den Kriegsdienst unter dem König von Sardinien zu treten. Von 1741 bis 1743, während des österreichischen Erbfolgekriegs (1741–48) stand er als Soldat in königlich spanischen Diensten und erhielt bei einem neu errichteten Husaren-Regiment die Stellung eines Rittmeisters. Er geriet nach der Niederlage des spanischen Heeres am 8. Februar 1743 bei Campo Santo, nordöstlich von Modena am linken Ufer des Panaro, in österreichische Kriegsgefangenschaft und kam nach seiner Entlassung nach Deutschland.

### Opernkarriere in Europa
Nach seiner Entlassung nahm Finazzi seine Tätigkeit als Opernsänger wieder auf und reiste mit Pietro Mingottis Operntruppe und dessen reichhaltigem Fundus an barocken Typendekorationen durch ganz Europa. Die Truppe gastierte in Linz im Sommer 1743 im Ballhaus anlässlich der Erbhuldigung Maria Theresias, in Prag 1743/44 im Theater an der Kotzen, in Leipzig 1744 im Neuen Theater (im Reit-Hause am Rannischen Thore) und in Hamburg 1743–46 mit Unterbrechungen im Theater am Gänsemarkt. Der dänische Kronprinz, der spätere Friedrich V., wohnte mit seiner Gemahlin, der englischen Kronprinzessin Louise, im November 1743 der Aufführung der beiden Opern Venceslao und Artaserse bei, in denen Finazzi den Casimirus bzw. Artaserse sang. Finazzi komponierte 1744 die Intermezzo Il matrimonio sconcertato, dalla forza di Bacco für die Oper Adelaide, regina d'Italia (eine Bearbeitung von Gennaro D’Alessandros Oper Ottone) und betätigte sich in Leipzig als „Operiste“ sowie „Entrepreneur“.

### Komponist und Orchesterleiter
Finazzi verließ offensichtlich 1745 Mingottis Truppe und blieb endgültig in Hamburg, wo er bis 1747 noch sang, bis 1748 Opern komponierte, 1746 und 1748 Il Temistocle bzw. La pace campestre, und 1754 6 Sinfonien dem Herzog Friedrich Karl von Holstein-Plön widmete. Finazzi vertonte eine Reihe von Liedern seines langjährigen Freundes, des Hamburger Rokokodichters Friedrich von Hagedorn, der antike, französische und englische Vorbilder verarbeitete und sich durch Fabeln und Erzählungen und anakreontische Oden und Lieder bekannt gemacht hat. Hagedorn war für den Text der Hamburger Bearbeitung von Il Tempio di Melpomene, su le rive dell’Alstra verantwortlich. Hagedorn erwähnt Finazzi 1744 in dem Lehrgedicht Der Schwätzer, das nach der Satire von Horaz: „Ibam forte via sacra, sicut meus mos est“ (Lib. II, 2) gearbeitet ist, indem er den Prahler und Schwätzer bei der Zeile: „… Invideat, quod et Hermogenes, ego canto“ in freier Übertragung ironisch sagen lässt: „Finazzi singet gut: doch ich kann besser singen“.
Finazzi wohnte bis 1754 in Hamburg, betrieb Musikstudien und beschäftigte sich mit der französischen und italienischen Sprache. Er betätigte sich als Gesangslehrer „auf einem sehr anständigen Fuß unterhalten, indem er sowohl in denen Adelichen, als auch angesehensten Bürgerlichen Häusern wohl gelitten gewesen und einen freyen Zutritt gehabt hat“. Seine „Uneigennützlichkeit und Rechtlichkeit“ sowie „sein guter Charakter, seine Einsichten und Gelehrsamkeit trugen nicht wenig zu seinem glücklichen und vergnügten Leben bei“. Auch nach seinem Umzug nach Jersbek hielt er sich im Winter in Hamburg auf, „wo er Gelegenheit fand, seine Informationen fortzusetzen“.

## Lebensabend

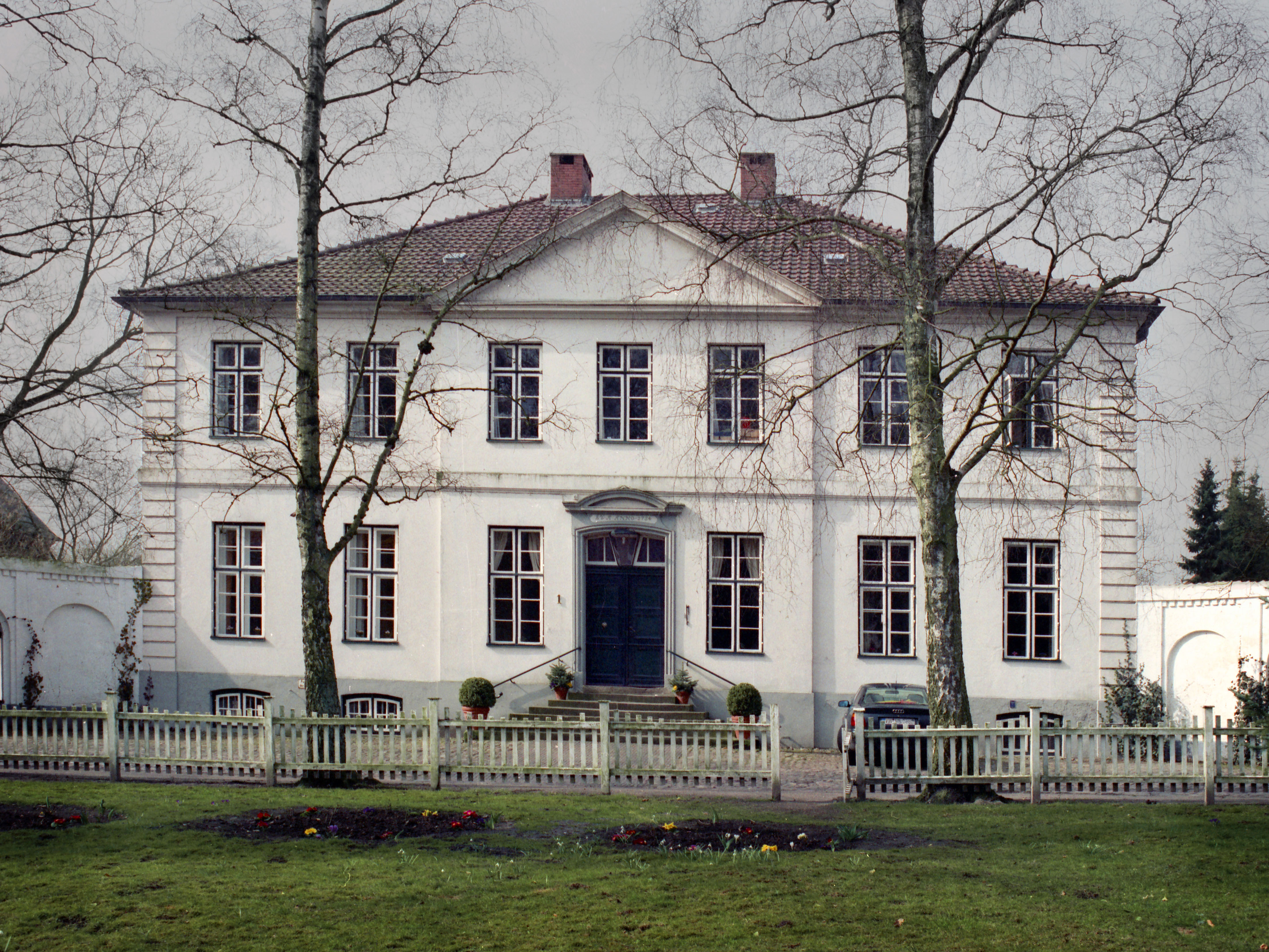
Haus des Klosterprobsts von Uetersen

Der kunstsinnige Benedikt von Ahlefeldt, Uetersener Klosterpropst und bis 1754 Gutsherr von Jersbek, hatte Finazzi in Hamburg kennen und schätzen gelernt. Finazzi war Gast in Jersbek, wo im Gartenhaus Opern und Konzerte aufgeführt wurden, für die angeblich eine eigene italienische Musikkapelle gehalten oder gemietet wurde. Finazzi dirigierte 10 Musiker und 8 Sänger aus Hamburg bei der feierlichen Einweihung der Uetersener Klosterkirche am 2. Advent, dem 7. Dezember 1749, für eine Gage von 147 Reichstalern.
1755 zog Finazzi in ein eigenes Haus, das von dem Baumeister Jasper Carstens in der Nähe von Jersbek errichtet wurde. Dieses wurde später als „Lombardei“ bekannt. Er bewirtschaftete das dazugehörige Land und machte die bis dahin unbebauten Felder in einer Gesamtgröße von ca. 16,5 Hektar urbar. Schnell hatte Finazzi feststellen müssen, dass durch die tägliche Arbeit außerhalb des Hauses der Haushalt schlecht bestellt war. 1757 lernte er als jetzt 52-jähriger die erst 28 Jahre alte Witwe Anna Gerdrut Steinmatz kennen. Als er sich 1758 beide Beine brach, nahm sie sich seiner an und pflegte ihn. Da sie unvermögend war und einen dreijährigen Sohn zu versorgen hatte, zog sie bei Finazzi ein und führte den Haushalt. 1755 konvertierte Finazzi und wurde durch Pastor Johann Christian Wendisch in die Gemeinschaft der lutherischen Kirche aufgenommen. Als er jedoch 1761 heiraten wollte, versagte ihm derselbe Pastor in Sülfeld die Einsegnung. Finazzi wandte sich an den Syndicus und späteren Bürgermeister der Stadt Hamburg, Nikolaus Schuback, mit der Schlussbemerkung, dass er „le plus heureux homme du monde“ (StA Hamb.) sein würde, wenn der Hamburger Senat ihm die Heiratserlaubnis erteilen würde. Schuback befürwortete in seinem mehrseitigen Gutachten die Heirat mit der Begründung, dass der erste Zweck der Ehe die gegenseitige Hilfe (mutuum adjutorium) sei, und dem Hinweis auf einen ähnlichen Vorgang, bei dem ein Rechtsprofessor zu dem Ergebnis gelangt sei, dass die Menschen nicht alle ehelichen Ziele gleichermaßen, Eunuchen jedoch zumindest zwei der drei Zwecke der Ehe (gegenseitige Hilfe, Zeugung und Unterdrückung der Lüste) erreichen könnten. So wurden Finazzi und seine Verlobte von Pastor Johann Conrad Klefeker zwar nicht in der St. Nikolai-Kirche, sondern „auf einem benachbarten Garten“, das heißt in einem Landhaus eines Hamburgers (vermutlich von Nikolaus Schuback) in Moorfleet getraut. Verständlicherweise sind aus dieser Ehe keine leiblichen Erben hervorgegangen.
Finazzi erlitt Anfang 1776 in Hamburg einen Schlaganfall, wurde immer schwächer und starb am 22. April 1776 in seinem Haus. Er wurde in Sülfeld begraben.

## Werke
Vokal- und Instrumentalkompositionen (abgedruckt bei Müller, MGG, Jackman, Marx/Schröder und Lohr (1999)).

### Vokalkompositionen
6 Kantaten für eine Sopranstimme mit Begleitung des Streichquartetts (1754); Partituren:
- D’amore il primo dardo (Arie: Ch’io mai vi possa lasciar amare)
- Mentre solingo (Arie: Mi piaci ancor)
- Nel mio sonno (Accompagnato: Quando improviso)

12 italienische Oden für Liebhaber des Spielens und Singens, Hamburg 1775
Arien
- Ah frenate il pianto imbelle, Text aus Metastasios Temistocle
- Al furor d'aversa sorte, Text aus Metastasios Temistocle (1746)
- Deh respirar lasciatemi, Text aus Metastasios Artaserse
- Non m’abbaglia quel lampo fugace, Text aus Metastasios Temistocle (1746)
- Numi se giusti siete, Text aus Metastasios Adriano in Siria
- Quel labbro adorato, Text aus Metastasios Demetrio
- 3 Arien für Sopran und Streichquartett
- 2 Arien für Sopran und Streichquartett
- Sit salvus illis decus, Motette, Bologna 1735
- Duett Dimmi ch'infido sei

Opern
- Il Temistocle, dramma per musica; Libretto: Pietro Metastasio; Hamburg, 1746
- Intermezzo Il matrimonio sconcertato, dalla forza di Bacco; Libretto: Giovanni Battista Locatelli; Prag, Karneval 1744; deutsch: Die durch die Stärke des Weins mißhellig wordene Ehe
- La pace campestre, intermezzo „di dubbia attribuzione“
- Il Tempio di Melpomene, Operette mit Musik von Paolo Scalabrini, Georg Philipp Telemann, Carl Christoph Hachmeister und Cyrill von Wich; Hamburg, 31. Januar 1747

### Instrumentalkompositionen
- 6 Sinfonien Dedicate a sua Altezza Serenissima Federico Carlo Ereditario di Norveggia, Duca d'Olsatia-Slesvig Stormarnia, e Dittmarsia regnante di Ploen, Conte di Oldenburgo, e Delmenhorst; Hamburg 1754
- Sonata per Cembalo solo
- Sonate für Klavier